# أخلاقيات سياسية
الأخلاقيات السياسية هي ممارسة باتخاذ الأحكام الأخلاقية حول العمل السياسي والعوامل السياسية، وتشمل مجالين الأول هو أخلاقيات أخلاقيات المنصب التي تتعامل مع الموظفين العموميين والأساليب التي يستخدمونها أما المجال الثاني فهو أخلاقيات السياسة أو (الأخلاق والسياسة العامة) و تتعلق بالأحكام ذات الصلة بالسياسات والقوانين.
يمكن إدراك مفهوم الأخلاق السياسية بسهولة عند الرجوع إلى جذور المصطلح ومراحل تطوره. استمدت القيم الأساسية للأخلاق السياسية وتوقعاتها تاريخيًا من أساسيات العدالة، لكن جون رولز يدعم النظرية القائلة إن مفهوم العدل السياسي يستند إلى الصالح العام للفرد لا إلى القيم التي يُفترض أن يتبعها.
يستغل الأفراد تعريفهم الخاص للأخلاق بالشكل الأمثل عند محاولة وضع أحكام أخلاقية للقضايا السياسية. يُشتق مفهوم الأخلاق بحد ذاته من أسس أخلاقية عديدة، إذ يُمثل أحكام البشر على الأفعال السياسية والعملاء السياسيين من وجهة نظر هذه الأسس.

## الأخلاقيات في الأداء
يعد الإيطالي نيكولو ميكيافيللي الأب المؤسس للأخلاقيات السياسية، وكان قد أعرب عن اعتقاده بأنه قد يُطلب من القائد السياسي ارتكاب أفعال قد تكون خاطئة إذا قام بها بشكل خاص، وتم إعادة النظر حول هذه الفكرة في الديمقراطيات المعاصرة باعتبارها مشكلة الأيدي القذرة، والتي وصفها مايكل والزير بصورة أكثر تأثيراً، حيث أحدثت هذه المشكلة مجادلة بشأنها لأنها تخلق مفارقة، إذ يجب على السياسي أن يرتكب أحياناً خطأ أثناء قيامه بعمله بشكل صحيح. كما أن السياسي يستخدم العنف لمنع المزيد من العنف، لكن تصرفاته لا تزال خاطئة حتى وإن كانت مبررة. عارض بعض النقاد رأي والزر لأنه يجب على السياسي أن يمتلك مبررات لما يفعله، فإذا كان هناك ما يبرر ذلك لا يوجد شيء خاطئ بهذا، بالرغم من أنه قد يؤدي إلى شعوره بالذنب. ويقول آخرون إن بعض أعمال العنف التي يسمح بها والزر لا يمكن تبريرها أبداً، بغض النظر عن الغايات. وقد جادل دينيس طومسون أنه في الديمقراطية يجب على المواطنين تحميل القائد المسؤولية، وبالتالي إذا كان الفعل غير مبرر فإن أيديهم قذرة أيضاً.
غالباً ما لا يكون من الممكن معرفة من المسؤول فعلاً عن النتائج في المنظمات الكبيرة -وهي مشكلة تُعرف باسم مشكلة الأيدي المتعددة-. كما لا تسمح الأخلاقيات السياسية للقادة بالقيام بأشياء قد تكون خاطئة في حياتهم الخاصة فقط، إلى أنها تتطلب منهم أيضًا تلبية معايير أعلى مما هو ضروري في الحياة الخاصة بهم، فقد يتمتعون على سبيل المثال  بحق أقل في الخصوصية أكثر من المواطنين العاديين ولا يحق لهم استخدام مكاتبهم لتحقيق الربح الشخصي، إذ أن تضارب المصالح يشكل قضية رئيسية هنا.
كما قلنا سابقًا، يرى الأفراد الأخلاق الشخصية أو الخاصة والأخلاق السياسية على أنها تضارب في المصالح، لكن من المهم معرفة أن هذين المفهومين يحافظان على رابط مشترك إيجابي بينهما أيضًا. تتسرب هذه القيم إلى المجال الأخلاقي الشخصي سواء كان الفرد يمثل الجانب الحاكم أو الممارس المدني الفعال في المجال السياسي. قد يطبق الفرد المتقن للمهارات السياسية الضرورية في المجال السياسي هذه الخصائص المكتسبة في مجالات خارج السياسة، غالبًا في ظروف الحياة الخاصة، وبالمقابل، قد يحمل الفرد هذه الخصائص والمزايا المتوقعة مسبقًا في الظروف المهنية عندما يجد نفسه في ظروف سياسية، وبذلك يطبق القيم التي اكتسبها في الأوضاع السياسية الجديدة كما هو متوقع. يظهر الفرد هذه السمات عادةً عند دخول مجال السياسة إذا لم يكن قد اكتسبها سابقًا.
يحمل مفهوما الأخلاق توقعات متباينة، لكن أقل ما يمكن قوله أن هناك ترابطًا بينهما، فسواء كانت هذه القيم والفضائل مكتسبةً أو موجودةً سابقًا، فهي قابلة للتطبيق في كلا الوضعين. يعلم أولئك البارزون في العالم السياسي القاسي أن تلك الفضائل والأخلاقيات تحمل تأثيرًا مؤكدًا على المرء، لكن بناء شخصية الفرد قبل دخوله عالم السياسة قد يعود عليه بفوائد كبيرة.

## الأخلاقيات في السياسة
ليست القضية الرئيسية هي الصراع بين الوسائل والغايات في الجانب الآخر من الأخلاقيات السياسية، بل الصراعات بين الغايات نفسها، على سبيل المثال في مسألة العدالة العالمية  يكون النزاع بين ادعاءات الدولة القومية والمواطنين من جهة ومطالبات جميع مواطني العالم، لانها بصورة تقليدية أعطيت الأولوية لمطالب هذه الدول. لكن في السنوات الأخيرة  قام المفكرون المعروفون باسم كوسموبولايتنس بالضغط على مزاعم جميع مواطني العالم. كي لا تتعامل الأخلاقيات السياسية بشكل رئيسي مع العدالة المثالية، ولكن مع تحقيق القيم الأخلاقية في المجتمعات الديمقراطية. حيث يختلف المواطنون (والفلاسفة) حول العدالة المثالية في المجتمع التعددي من خلال إمكانية الحكومات على أن تبرر سياسة فرض الضرائب التصاعدية، والعمل الإيجابي، والحق في الإجهاض، والرعاية الصحية الشاملة على الإطلاق، وما شابه ذلك. كما تهتم الأخلاقيات السياسية بالمشاكل الأخلاقية التي تثيرها الحاجة إلى السياسة عند وجود حل وسط، وإفصاح، وعصيان المدني، وعقاب جنائي.

## أسس الأخلاق (السياسية)
وفقًا لغراهام وآخرين (2009) هناك فئتان أساسيتان من الأسس الأخلاقية: الأسس الفردانية والأسس الملزمة:

### الأسس الفردانية
تشمل الأسس الفردانية للأخلاقيات أساس الإنصاف/التعامل بالمثل (أخلاقيات العدل) وأساس الأذى/الرعاية (أخلاقيات الرعاية). يمثل الأساس الأول رغبة الشخص بالإنصاف والتعامل بالمثل، بينما يهتم الأخير بطريقة رعاية شخص لآخر.

### الأسس الملزمة
تشمل أسس الإلزام الثلاث الانتماء للجماعة/الولاء والسلطة/الاحترام والطهارة/القداسة. يرتبط أول أساسين بأخلاقيات المجتمع، ويمثلان انتماء الشخص وارتباطه بديناميكية الجماعة، ويهتمان بالمشاعر مثل حب الوطن والطاعة وغيرها. يرتبط الأخير بأخلاقيات الألوهية ويمثل رغبة الشخص بكبح وضبط الطبيعة البشرية المتمثلة بالشهوة والأنانية وغيرها بسبل روحانية عادةً.

## الأسس الأخلاقية والهوية السياسية والأحكام السياسية الأخلاقية
أجرى غراهام وآخرون عام 2009 دراسةً لتحديد مدى تأثر الأحكام الأخلاقية المتعلقة بالسياسات بطريقة معينة بالهويات السياسية العلنية والضمنية. تمثل الهوية السياسية العلنية الهوية التي يقدمها المشارك علنًا في الدراسة، بينما تمثل الهوية السياسية الضمنية هوية المشاركين التي يحددها العلماء بناءً على اختبار التداعيات الضمنية «آي إيه تي».
أعطى الليبراليون وزنًا أكبر للأسس الفردانية بدلًا من الأسس الإلزامية في كلا الهويتين الصريحة والضمنية، بينما أطلقوا أحكامًا أخلاقية على القضايا السياسية. بالمقابل، يبدو أن المحافظين منحوا قيمًا متساويةً تقريبًا لكلا الفئتين من الأسس، لكنهم لاحظوا عدم صحة هذه الفوراق بالضرورة زمانيًا ومكانيًا، ومثال ذلك ارتباط الليبراليين أحيانًا مع الرغبة بالاشتراكية والشيوعية التي قد تعكس أولوياتهم النسبية التي يحددها كل من الأسس الفردانية والملزمة.

## انتقادات
بعض النقاد (ممن يسمون بالواقعيين السياسيين) يجادلون بأن الأخلاق ليس لها مكان في السياسة. فإذا كان على السياسيين أن يكونوا فعالين في العالم الحقيقي، فلن يكونوا ملزمين بالقواعد الأخلاقية، لأن عليهم السعي وراء المصلحة الوطنية فقط. ومع ذلك، يشير والزر إلى أنه إذا طُلب من الواقعيين تبرير ادعاءاتهم، فإنهم سوف يناشدون دائمًا بالمبادئ الأخلاقية الخاصة بهم لإظهار أن الأخلاق ضارة أو غير مثمرة على سبيل المثال.
هناك نوع آخر من الانتقادات يأتي من أولئك الذين يزعمون أنه لا ينبغي لنا أن نولي الكثير من الاهتمام للسياسيين والسياسات، بل يجب أن ننظر عن كثب إلى الهياكل الأوسع للمجتمع حيث تكمن أخطر المشاكل الأخلاقية. في حين يرى المدافعون عن الأخلاقيات السياسية أنه لا ينبغي تجاهل الظلم البنيوي، وأن التركيز المفرط على الهياكل يهمل العناصر البشرية المسؤولة عن تغييرها.